# Калдаш-де-Сан-Жорже і Піжейруш
Ка́лдаш-де-Сан-Жо́рже і Піже́йруш (порт. Caldas de São Jorge e Pigeiros; МФА: [ˈkaɫ.dɐʒ dɨ ˈsɐ̃w ˈʒoɾ.ʒɨ i pɨ.ˈʒɐj.ɾuʃ]) — парафія в Португалії, в муніципалітеті Санта-Марія-да-Фейра. Складова округу Авейру.  Входить до регіону Північ. За старим адміністративним поділом, що був чинним до 1976 року, територія парафії належала провінції Берегове Дору. Заснована 28 січня 2013 року. Площа парафії — 10,64 км², населення — 3897 ос. (2011), густота населення — 366,26 осіб/км²
. Патрон — святий Юрій і Діва Марія. Поштовий індекс — 4520. Код  — 010932.
```
Сформована із колишніх парафій 
Калдаш-де-Сан-Жорже
 і 
Піжейруш
.
```

## Географія

Санта-Марія-да-Фейра (2013)
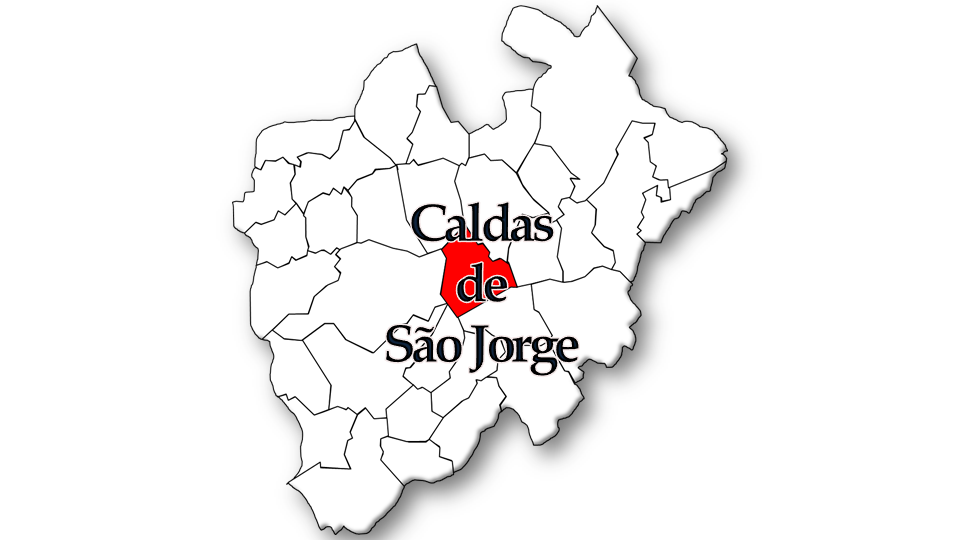
Калдаш-де-Сан-Жорже
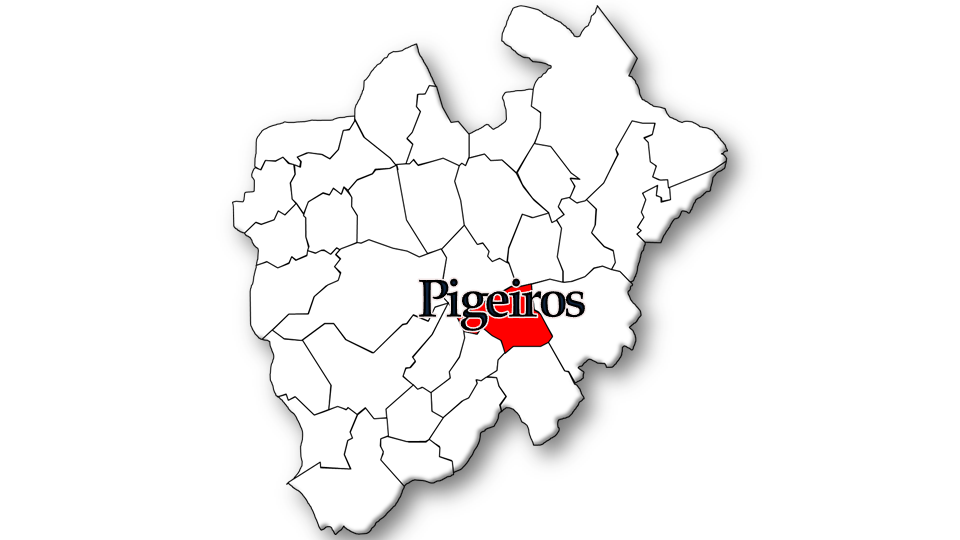
Піжейруш

## Населення
| 2011 |
| 3897 |